# Bandiera del Kazakistan
L'attuale bandiera del Kazakistan è stata adottata il 4 giugno 1992. Consiste di un campo azzurro, con un'aquila della steppa posta sotto un sole dorato con 32 raggi al centro della bandiera e un "ornamento decorativo nazionale" posto lungo il lato del pennone.
Il motivo rappresenta le tradizioni artistiche e culturali del vecchio khanato del popolo kazako. Lo sfondo azzurro rappresenta i vari popoli turchi che compongono la popolazione odierna, compresi Tatari, Mongoli, Uiguri e altri. Tra questi popoli l'azzurro ha un significato religioso, rappresenta il dio del cielo Gök-Tanry, "l'eterno vasto cielo blu"; un'interpretazione più moderna è che simboleggi i vasti cieli del Kazakistan e la libertà.
L'aquila dorata è associata all'impero di Gengis Khan, che governò il Kazakistan e aveva come vessillo una bandiera blu con tale animale; è quindi un ricordo della prode storia del popolo che forma la moderna nazione del Kazakistan.

## Storia
La prima bandiera moderna fu innalzata dal movimento Alash Orda, di essa ne rimango poche informazioni ma probabilmente era costituita da un fondo rosso con al centro la mezza luna e la stella di colore giallo. Con la conquista sovietica la bandiera della repubblica, formatasi con la costituzione del 26 marzo 1937, divenne rossa con la presenza in alto all'asta del nome, scritto sia in kazako che in russo, e di falce e martello.
Nel 1940 la scritta in kazako della repubblica si trasformò in caratteri cirillici. Il 24 gennaio 1953 la bandiera fu sostituita da una nuova con proporzioni di 1⁄2, l'eliminazione del nome, l'aggiunta di una stella accanto al simbolo di falce e martello e una fascia azzurra orizzontale posta nella parte inferiore e terminante con una piccola fascia rossa di fine bordo.
La bandiera della repubblica socialista sovietica fu mantenuta nei primi sei mesi del nuovo Stato proclamatosi indipendente il 16 dicembre 1991.
Il 4 giugno 1992 fu adottata la nuova bandiera nazionale. In proporzioni di 1⁄2, la bandiera ha un fondo celeste che simboleggia il benessere, la pace e la serenità del cielo. Al centro è presente un sole raggiante sotto il quale volteggia il berkut, l'aquila della steppa. I due simboli rappresentano la libertà e gli ideali elevati. Il motivo vicino all'asta rappresenta un "ornamento decorativo nazionale". Inizialmente era previsto di colore rosso dalla legge del 4 giugno, ma si modificò il colore in giallo tra il 5 e il 16 giugno, con l'emendamento della legge.

### Bandiere storiche

Bandiera dell'Autonomia di Alash (1917-1920)
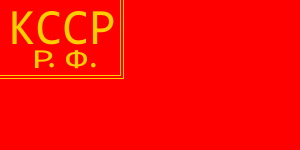
Bandiera della RSSA Kazaka, parte della RSSF Russa (1925-1937)
Seconda bandiera della RSS Kazaka (1940-1953)
Bandiera della Repubblica Socialista Sovietica Kazaka (1953-1991)
Progettazione iniziale della bandiera della Repubblica del Kazakistan prima del 4 giugno 1992.